# Numério Albano
Numério Albano (em latim: Numerius Albanus) foi oficial romano do século IV, ativo no reinado do imperador Constantino (r. 306–337). Homem claríssimo, desempenhou função de presidente da província da Lusitânia em 336. Seu ofício é atestado em inscrição achada em Lisboa, em 1771, nas ruínas das termas romanas dos Cássios, da antiga Olisipo. Segundo a inscrição, ordenou a reconstrução das termas desde seus alicerces e incumbiu Aurélio Firmo da tarefa. Antes de exercer ofício, há menção noutra inscrição (AE 1935, 4) achada em Emérita Augusta, a um oficial anônimo que serviu como presidente da Lusitânia no mandato do conde da Hispânia Severo (333/335). Antes dele, quem ocupou o posto foi Ceciliano.